# Fusion (film)
Pour les articles homonymes, voir Fusion.
Pour plus de détails, voir Fiche technique et Distribution.
Fusion ou Au cœur de la Terre au Québec (The Core) est un film catastrophe britannico-américain réalisé par Jon Amiel et sorti en 2003.
Il reçoit des critiques globalement négatives et n'est pas très rentable au box-office en comparaison de son budget.

## Synopsis
À Boston, lors d'une journée mondiale de l'écologie, un homme d'affaires s'apprête à commencer une réunion, lorsqu'il s'écroule sur la table. Dans la rue, une dizaine d'accidents surviennent et plusieurs personnes s'écroulent en même temps.
Joshua « Josh » Keyes (Aaron Eckhart) est professeur de géophysique à l'université de Chicago. Alors qu'il est en plein cours, deux hommes font irruption dans l'amphithéâtre. Ils l'emmènent à Washington, D.C, sans lui expliquer de quoi il s'agit. Dans un hangar, Keyes retrouve un ami : Serge Leveque (Tchéky Karyo), spécialiste d'armement à haute énergie. Il avance jusque dans une grande salle avec trente-deux cadavres recouverts de linceuls. Le général Thomas Purcell (Richard Jenkins) explique aux deux scientifiques que ces trente-deux cadavres viennent de Boston et sont morts instantanément. Keyes devine que ces personnes avaient des pacemakers mais n'ont pas été tuées par une arme à impulsion électromagnétique. Satisfait de cette information, le général prend congé des deux scientifiques.
À Londres, un garçon voit un pigeon mort. Mais soudain, de nombreux autres oiseaux se mettent à foncer sur les immeubles, les véhicules… Ils cassent les vitres, renversent les véhicules. À Chicago, Keyes découvre que des attaques répétées d'oiseaux se sont produites au Japon et en Australie. Il demande à deux de ses étudiants comment les oiseaux se déplacent : grâce au champ magnétique terrestre, leurs cerveaux s'alignent le long du champ. Il demande à ces deux étudiants de faire des recherches sur les évènements troublants (attaques d'oiseaux, échouage de baleines, accidents d'avions, phénomènes atmosphériques…)
Dans la navette américaine Endeavour, le commandant Iverson (Bruce Greenwood) et le major Rebecca « Beck » Childs (Hilary Swank) doivent atterrir en catastrophe dans un fleuve de Los Angeles sans faire de victimes. À Washington D.C, Keyes attend le docteur Conrad Zimsky (Stanley Tucci), un géophysicien expérimenté pour qu'il confirme ses résultats : la fin du monde. Au départ, Zimsky ne croit pas aux résultats de Keyes mais quand il part, il consulte les dossiers scientifiques. Il appelle Purcell quand dehors, se produisent des aurores lumineuses dans le ciel.
Dans un bar, Keyes se saoule avec son ami quand des hommes de la Maison-Blanche l'emmènent dans une réunion scientifique en présence du général Purcell et du professeur Zimsky. Il leur explique que le champ magnétique terrestre, qui entoure la Terre et qui la protège des micro-ondes et des radiations du Soleil, commence à disparaitre, ce qui est la cause de ces accidents. La cause de la destruction du champ magnétique : le noyau terrestre s'est arrêté de tourner. Les prochaines étapes ne seront plus des accidents, mais des catastrophes planétaires et que d’ici une année, la surface de la Terre sera carbonisée.
Purcell, Zimsky, Keyes et Leveque se rendent dans l'Utah, rencontrer le docteur Ed « Braz » Brazzleton (Delroy Lindo), qui travaille sur une « terra nef » dont la coque est en impossiblium (diamant avec l'alliage tungstène-titane banale a température hyper basse, selon le film) qui peut se déplacer sous terre et résister à la chaleur et à la pression qu'il transforme en énergie afin de se renforcer elle-même. Ils achètent son projet pour la somme de cinquante milliards de dollars pour l'avoir dans trois mois. Ces quatre personnes recrutent également Taz « Rat » Finch, un pirate informatique, dans le but de contrôler les informations sur Internet afin d'éviter la panique et le chaos. Ils recrutent le commandant Iverson ainsi que le major Rebecca « Beck » Childs.
Leur mission sera de traverser la croûte terrestre, puis le manteau terrestre jusqu'au noyau avec Virgil (le vaisseau de Braz) et lancer une charge importante d'explosions nucléaires pour relancer le noyau.
À la fin des tests, les premiers éclairs électrostatiques frappent le monde. À Rome, le ciel se couvre et les systèmes électriques ne fonctionnent plus, un instant plus tard, les impacts de foudre frappent tous les recoins de Rome, en désintégrant le Colisée, l'ancien Sénat et les autres monuments antiques. À la fin, Rome n'est plus qu'un champ de ruines.
Le soir même, Keyes, Iverson, Childs, Braz, Leveque et Zimsky montent à bord de Virgil, sont lancés dans l'Océan Pacifique et foncent vers les profondeurs au moment d'un séisme sous-marin. Après diverses difficultés, Virgil parvient à entrer dans la croûte terrestre, la traverse sans difficulté et entre dans le manteau.
Quelques instants plus tard, Virgil entre dans une géode, une boule géante de cristaux. Un de ceux-ci coince Virgil. Zimsky, Braz, Keyes et Iverson sortent du vaisseau avec des combinaisons, et Braz commence à couper le cristal. Malchance : de la lave en fusion entre dans la géode et commence à la remplir. Braz ne peut plus couper les cristaux par manque d'oxygène, Keyes enlève sa combinaison pour lui permettre de finir de couper les cristaux. Quelques instants plus tard, Keyes s'évanouit par manque d'oxygène. Braz dégage les cristaux du vaisseau et aide Zimsky et Leveque qui sont sortis peu de temps auparavant à rebrancher l'oxygène de Keyes et le ramène jusque dans le vaisseau. Iverson reste à l'extérieur pour s'assurer que le vaisseau remarche. Comme c'est le cas, Iverson se dirige vers le vaisseau, mais par malchance, un morceau de cristal en fusion traverse le casque de sa combinaison, pénétrant sa boîte crânienne : il meurt sur le coup. Le vaisseau repart et traverse la lave avec succès.
Au milieu du manteau, Braz, Keyes et Leveque sont dans le module du vaisseau pour armer les missiles, mais de gigantesques diamants heurtent ce module, et les portes de celui-ci se ferment automatiquement. À la dernière minute, Leveque passe les compteurs et son cahier à son ami et reste dans le module, il est broyé ainsi que le module qui est éjecté. Keyes pleure son ami et reproche à Childs de ne pas avoir actionné la désactivation de l'éjection du module abîmé.
En entrant dans le noyau, les membres de la mission découvrent que le noyau est moins dense que prévu, et que les charges explosives seront insuffisantes pour le relancer. Zimsky appelle Purcell pour lancer le projet DESTINI (Déclenchement Endogène de Séismes Terrestres INItiaux), une arme capable de provoquer des séismes. Mais l'équipage préfère continuer.
Pendant ce temps, les micro-ondes ont trouvé un trou dans le champ magnétique : au-dessus de la baie de San Francisco, le faisceau intense de micro-ondes fonce sur le pont du Golden Gate embouteillé. Le pont commence à chauffer, de l'électricité statique apparait sur les câbles et les brise, les roues des voitures fondent, les derniers câbles cèdent, le pont se coupe en deux, jetant tous les véhicules dans la baie.
Au centre de surveillance de la mission, Purcell découvre que San Francisco n'existe pratiquement plus et que la côté Ouest est plongée dans le noir. Purcell n'attend pas que Virgil revienne pour lancer DESTINI. Keyes demande à Finch de trouver DESTINI et de le ralentir.
Braz et Keyes tentent en vain de trouver une « solution » pour relancer le noyau, Zimsky leur explique que lancer plusieurs petites détonations dans les recoins du noyau pourrait relancer le noyau : il suppose que les ondes émises par les détonations vont se renforcer les unes des autres par la théorie de la dynamique des fluides élémentaires.
Ils arrivent au cœur du noyau, qui est un bloc solide de fer. Braz explique à l'équipage que Virgil n'éjectera pas un module non endommagé. Le seul moyen est de débloquer la pompe, malheureusement située dans le tunnel de sortie, où la température est de 5 000 °C. Braz se sacrifie pour débloquer la pompe pendant que Finch arrive à ralentir DESTINI.
Keyes et Zimsky commencent à lancer les modules contenant les deux cent mégatonnes d'explosif. À l'avant-dernier, Zimsky explique que la dernière charge sera insuffisante (car il a oublié de corriger les mesures pour compenser le décalage), un effet de souffle va projeter la charge sur Keyes. Zimsky tente de l'enlever puis de s'enfuir quand il semble trop tard. Childs change alors de cap, libérant Keyes et faisant tomber Zimsky, la charge va bloquer le pied de ce dernier. Après avoir à son tour tenté vainement de dégager Zimsky, Keyes s'enfuit et le module est éjecté.
Keyes charge la dernière charge d'explosif avec des bâtons de combustibles du réacteur de Virgil (qui est assez riche en plutonium et donc servira à rendre la dernière charge plus puissante) et éjecte le module avant de rejoindre Childs qui est dans le cockpit. 
Les charges explosent et avec la température du noyau, Virgil retourne à la surface de la Terre. La mission est un succès, le noyau terrestre tourne à nouveau. Virgil émet des ultra-ondes, ils sont localisés grâce aux baleines qui leur ont répondu.
Une semaine après, Finch rentre dans un cybercafé, avec un disque prend le contrôle des ordinateurs depuis son ordinateur portable et diffuse un message disant que les membres décédés de Virgil sont « des héros inconnus » et que le monde doit sa survie à leur héroïsme. Cette information est diffusée sur toutes les chaînes d'informations télévisées du monde.

## Fiche technique
- Titre français : Fusion
- Titre québécois : Au cœur de la terre
- Titre original : The Core
- Réalisation : Jon Amiel
- Scénario : Cooper Layne et John Rogers
- Musique : Christopher Young
- Photographie : John Lindley
- Montage : Terry Rawlings
- Décors : Philip Harrison
- Costumes : Daniel J. Lester
- Production : Sean Bailey (en), David Foster, David B. Householter et Cooper Layne
- Sociétés de production : David Foster Productions et Horsepower Films
- Société de distribution : Paramount Pictures
- Budget : 60 millions de dollars - uniquement pour la production
- Budget total : 85 000 000 $ (production) - 30 000 000 $ (promotion)
- Pays de production :  Royaume-Uni,  États-Unis
- Langue originale : anglais
- Format : couleurs - 2,35:1 - DTS / Dolby Digital - 35 mm
- Genre : Science-fiction et catastrophe
- Durée : 135 minutes
- Dates de sortie : 
  - États-Unis : 25 mars 2003 (première)
  - États-Unis et Canada : 28 mars 2003
  - France et Belgique : 16 avril 2003

## Distribution
- Aaron Eckhart (VF : Guillaume Orsat et VQ : Marc-André Bélanger) : Dr Joshua « Josh » Keyes
- Hilary Swank (VF : Virginie Méry et VQ : Nadia Paradis) : le major Rebecca « Beck » Childs
- Delroy Lindo (VF : Pascal Renwick et VQ : Hubert Gagnon) : Dr Edward « Braz » Brazzleton
- Stanley Tucci (VF : Bernard Alane et VQ : Luis de Cespedes) : Dr Conrad Zimsky
- Tchéky Karyo (VF : lui-même et VQ : François Godin) : Dr Serge Leveque
- Bruce Greenwood (VF : Julien Kramer et VQ : Jean-François Beaupré) : le commandant Iverson
- Richard Jenkins (VF : Claude Brosset et VQ : Jean-Marie Moncelet) : le général Thomas Purcell
- Alfre Woodard (VF : Pascale Vital et VQ : Claudine Chatel) : Stickley
- DJ Qualls (VF : Donald Reignoux et VQ : Sébastien Reding) : Taz « Rat » Finch
- Glenn Morshower : un agent du FBI
- Anthony Harrison : un agent du FBI
- Nathaniel DeVeaux (VF : Lucien Jean-Baptiste) : un agent du FBI
- Ray Galletti : Paul
- Eileen Pedde : Lynne
- Rekha Sharma : Danni
- Christopher Shyer : Dave Perry
- Matt Winston : Luke Barry

Source : Voxofilm.free.fr 

## Production

### Tournage
Le tournage débute le 10 décembre 2001 et se déroule à Burnaby, Dumont Dunes, Everett, Londres, Reno, Rome, San Francisco, Surrey, Vancouver, Victoria, Wendover et Winnipeg.

## Accueil
Le film reçoit des critiques globalement négatives et n'est pas très rentable au box-office en comparaison de son budget.

## Analyse
- Le film a suscité de très grandes réserves quant à ses aspects scientifiques et techniques. Par exemple, pour Roland Lehoucq, Fusion « montre [..] des conceptions erronées de lois de la physique [...] des exploits techniques ridicules et de pures inventions scientifiques »[1]. De même, selon l'IMDb, le cours de sciences de la Terre de l'Université de la Colombie-Britannique (EOSC 310) utilise le film comme outil pédagogique en analysant les conceptions scientifiques fantaisistes sur lesquelles il est basé[2].

## Autour du film
- La disparition du champ magnétique terrestre qui est à la base du scénario du film correspond à une crainte réelle. En effet, d'après le docteur Sten Odenwald, de l'université Harvard : « Si le champ magnétique de la Terre s'altérait brusquement ? Comme cela arrive à peu près tous les 250 000 ans, les conséquences en seraient spectaculaires. Or, les physiciens ont déjà commencé à observer un affaiblissement du champ magnétique terrestre, et ignorent s'il s'agit d'un phénomène passager ou du signe avant-coureur d'évènements infiniment plus dramatiques. »
- Les effets numériques fort présents dans le film en ce qui concerne particulièrement les scènes « catastrophes », ont été réalisés par trois pays européens : la France, le Royaume-Uni, et l'Italie.
- Dans une scène, l'un des personnages indique que le véhicule qui partira dans les profondeurs de la Terre a été construit à base d'unobtainium (« impossiblium » en VF), littéralement de l'« inobtenable », qui se trouve être un matériau fictif inventé par les fans de science-fiction pour décrire toute matière ayant des propriétés impossibles.